# Bakonyi Csilla
Bakonyi Csilla (Miskolc, 1979. június 21. –) Domján Edit-díjas magyar színésznő.

## Életpályája
Miskolcon született, 1979. június 21-én. Általános- és középiskolai tanulmányait Tiszaújvárosban végezte. A színművészeti főiskolára sikertelenül felvételizett. 2000-ben végzett a Gór Nagy Mária Színitanodában, majd a Fiatalok Színházában játszott. 2003-ban a Nyugat-magyarországi Egyetem Apáczai Csere János Karán művelődésszervező diplomát szerzett. 2003–2014 között a székesfehérvári Vörösmarty Színház tagja volt.
2014-től a tatabányai Jászai Mari Színház színésznője, ahol már 2012-től játszott.
2019-ben kommunikáció- és médiatudomány mesterszakon végzett a Milton Friedman Egyetemen.

### Magánélete
Korábbi férje Kaszás Mihály színész volt. Gyermekeik: Dániel és Lili Dorka.

## Fontosabb színházi szerepei
- William Shakespeare: Ahogy tetszik … Célia
- William Shakespeare: Szeget szeggel … Izabella
- William Shakespeare: Vízkereszt, vagy bánom is én … Viola
- William Shakespeare: Vízkereszt, vagy amit akartok … Mária
- William Shakespeare: Macbeth … Lady Macduff; Első boszorkány
- Szophoklész: Antigoné … Thébai nő
- Szophoklész: Elektr … Krysothemis
- Szophoklész: Oidipusz Kolonoszban … Istennő
- Friedrich Schiller: Stuart Mária … Margareta Kurl, Mária komornája
- Pierre-Augustin Caron de Beaumarchais: Figaro házassága … Grófné
- Georges Feydeau: Bolha a fülbe … Eugénie, szolgáló
- Georges Feydeau: A hülyéje … Mme Pontagnac
- Charles Dickens: Copperfield Dávid … Klára, Copperfield Dávid édesanyja
- Nyikolaj Vasziljevics Gogol: A revizor … Hlopov felesége
- Alekszandr Nyikolajevics Osztrovszkij: A vihar … Varvara, Kabanova lánya
- Anton Pavlovics Csehov: Cseresznyéskert … Várja
- Nyikolaj Erdman: Az öngyilkos … Maria
- Bertolt Brecht: Koldusopera … Polly
- Arthur Miller: A salemi boszorkányok … Mary Warren; Mrs. Ann Putnam
- Arthur Miller: Édes fiaim … Sue Bayliss
- Tennessee Williams: A vágy villamosa … Stella DuBois
- Per Olov Enquist: A tribádok éjszakája … Marie Caroline David
- Reginald Rose: Tizenkét dühös ember … Tizenkettedik esküdt
- Martin Sperr: Vadászjelenetek Alsó-Bajorországból … Hentesné
- Lars Koch: Terror … Nelson, államügyész
- Paolo Genovese: Teljesen idegenek … Anna
- Andrew Bovell: Ha elállt az eső … Elizabeth Law
- Robert Thomas: Nyolc nő … Catherine
- Ray Cooney: Család ellen nincs orvosság … Főnővér
- Ivan Viripajev: Részegek … Lora
- Jaroslav Hašek – Spiró György: Svejk … szereplő
- Ivan Kušan: A balkáni kobra … Ankica
- Tadeusz Słobodzianek: A mi osztályunk … Dora
- Beb Elton: Pattogatott vérfürdő (Popcorn) … Scout, tömeggyilkos
- Patrick Marber: Közelebb! … Anna
- Romain Weingarten: Nyár … Lorette
- James Rado – Gerome Ragni – Galt MacDermot: Hair … Jeannie
- Szurdi András – Szikora Róbert – Szomor György – Vinnay Péter – Valla Attila: Katonadolog … Réka
- Várkonyi Mátyás – Miklós Tibor: Sztárcsinálók... Poppea
- Szirmai Albert – Bakonyi Károly – Gábor Andor: Mágnás Miska … Marcsa
- Kálmán Imre: A Csárdáskirálynő avagy 1916 … Arankám, Leontine grófnő
- Barta Lajos: Szerelem … Böske
- Heltai Jenő: A tündérlaki lányok … Sári
- Szép Ernő: Vőlegény … Sári
- Kosztolányi Dezső: Édes Anna … Édes Anna
- Molnár Ferenc: A doktor úr … Lenke
- Molnár Ferenc: A testőr … Színésznő
- Molnár Ferenc: Az üvegcipő … Adél
- Móricz Zsigmond: Rokonok … Lina
- Németh László: Bodnárné … Cica
- Moldova György: Malom a pokolban … Szomszédasszony
- Spiró György: Az imposztor … Súgónő
- Pintér Béla: Szutyok … Irén
- Zsurzs Kati: Zsuzsika hangja … Zsuzsika művésznő
- Vajda Katalin: Anconai szerelmesek … Drusilla, római lány
- Egressy Zoltán: Portugál … Masni
- Garaczi László: Plazma … Bori plazmacsaj
- Tasnádi István: Finito …  Tigris Niki, popdíva
- Tasnádi István: Közellenség … Lisbeth
- Háy János: Házasságon innen és túl … Szerető
- Mohácsi István: Francia rúdugrás … Ráth Zsuzsa
- Csikós Attila: Cartes postales (képes levelezőlapok) … Fanni
- Lázár Ervin: A kisfiú meg az oroszlánok … Arabella, akrobata és táncosnő

## Filmes és televíziós szerepei
- Szomszédok (1999) … Menyasszony
- Családi album (2000)
- Dracula (2002)
- Barátok közt (2002) … Czakó Melinda
- Tea (2002-2003)
- Magyar vándor (2004) … Török nő
- Emlékeim Anna Frankról (2009)
- Társas játék (2013) … Titkárnő
- Aranyélet (2018) … Nyiredi Barbara
- Doktor Balaton (2020–2022) … Andika
- A renitens (2025) … Mariann

## Díjai és kitüntetései
- Vörösmarty gyűrű (2008)
- Aranyalma-díj (2008)
- Pro Theatro Civitatis (2011)
- Közönségdíj (Jászai Mari Színház, 2014)
- Domján Edit-díj (2015)[7]
- Jászai gyűrű (2018)